# Gilbert z Clare, 5. hrabě z Gloucesteru
Gilbert z Clare (anglicky Gilbert de Clare, 1180, Hertford – 25. října 1230, Penaroz) byl hrabě z Gloucesteru, Hertfordu, pán z Clare a Glamorganu. Byl jedním z pětadvaceti baronů, kteří měli dohlížet na dodržování dohod na základě ustanovení Magna Charta a je jedním z rytířů zobrazených na barevných vitrážích v klášteře Tewkesbury.

## Život

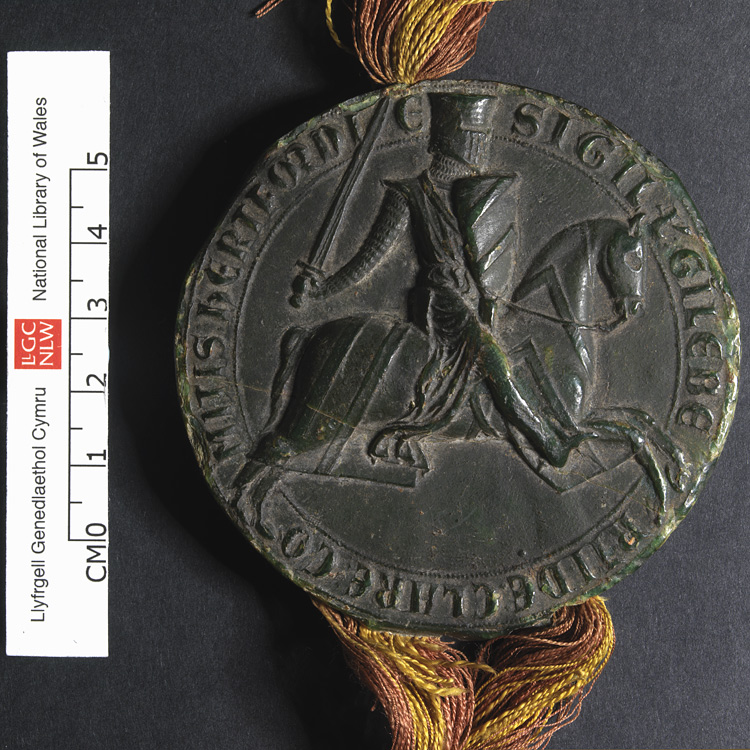
Pečeť Gilberta z Clare

Narodil se jako nejstarší syn Richarda z Clare a Amicie, druhé dcery a případné dědičky hraběte z Gloucesteru. Roku 1215 se aktivně zúčastnil baronské vzpoury proti králi Janovi a po jeho smrti podporoval kandidaturu francouzského prince Ludvíka na anglický trůn. Byl zajat královským regentem Vilémem Maréchalem v bitvě u Lincolnu.
Teprve po této porážce přešel na stranu příznivců mladého krále a oženil se s Isabelou, mladičkou dcerou Viléma Maréchala. Na podzim téhož roku po skonu bezdětné tety zdědil bohaté panství Gloucester a následně po smrti otce také rozsáhlé majetky jeho rodiny a titul hraběte z Hertfordu. Následující roky strávil boji s Velšany a zemřel na expedici v Bretani. Jeho ostatky byly převezeny zpět do vlasti a pohřbeny před hlavním oltářem v klášteře Tewkesbury. Náhrobek se nedochoval.